# Osterberg (Hüsede)
Der Osterberg ist ein 186,5 m ü. NHN hoher Berg im Wiehengebirge südlich von Bad Essen-Hüsede und nördlich von Bad Essen-Rattinghausen in Niedersachsen.

## Lage
Der bewaldete Osterberg ist Teil des langgestreckten und fast durchgängig bewaldeten Wiehengebirges. Östlich (Linner Berg) und westlich (Westerberg) finden sich auf dem Hauptkamm nicht weit entfernte Berge, die die Höhe des Osterberges übersteigen. Der nur rund 400 m nordwestlich gelegene Nachbargipfel Friedeberg (192,8 m ü. NHN) ist kaum als markanter, eigenständiger Gipfel auszumachen. Nach Norden fällt der Gipfel in die Norddeutsche Tiefebene ab. Vom Linner Berg ist der Osterberg durch eine Döre getrennt, durch die der Kalbsieksbach den Hauptkamm nach Norden durchbricht. Im Westen trennt der Osterberg (bzw. der Friedeberg) die Döhre mit dem Durchbruch des Hüseder Mühlbachs vom Westerberg. Die beiden genannten Bäche entwässern das Gebiet Richtung Hunte. Im Süden fällt der Berg zur Wierau ab. Die Wierau zählt zum Flusssystem der Hase. Folglich verläuft in der Nähe des Gipfels die Weser-Ems-Wasserscheide. Am Oberlauf der Wierau liegt auf einer waldfreien „Hochebene“, umgeben von Wald, die Streusiedlung Rattinghausen.
Rund 5 km in westlicher Richtung auf dem Hauptkamm des Wiehengebirges liegt bei Bad Essen-Wehrendorf das niedrigere aber gleichnamige Gipfelpaar Westerberg (156 m ü. NHN) und Osterberg (173 m ü. NHN).

## Tourismus
Über den Gipfel verlaufen der Wittekindsweg, der E11 und der DiVa-Walk. Regionale Wanderwege über den Gipfel sind der Meller Ringweg, der Bad Essener Rundweg und der Terra.Track Megalosaurus.